# Чан Нак
Чан Нак (кхмер. ចាន់ ណាក, Chan Nak; 27 мая 1892, Пномпень — 7 ноября 1954, Париж) — камбоджийский политик, занимавший c 23 ноября 1953 по 7 апреля 1954 года пост премьер-министра Камбоджи.

## Биография
Родился Чан Нак 27 мая 1892 года в Французском Индокитае в городе Пномпень. Чан Нак не был беспартийным. За время своей политической карьеры Чан занимал посты в различных министерствах Камбоджи. Так, в 1945 году он был назначен министром юстиции, в период с 1945 по 1946 и в 1950 году был министром внутренних дел, с 1953 по 1954 год занимал пост премьер-министра Камбоджи, а с 1953 по 1954 год был и министром информации. Чан Нак был вторым премьер-министром независимой Камбоджи после Пенна Нута. В августе 1954 года Чан Нак возглавлял камбоджийскую делегацию во время визита во Францию, где делегация Камбоджи приняла участие в Парижской конференции, в которой кроме Камбоджи участвовали Франция, ДРВ, Южный Вьетнам, и Лаос.
Умер 7 ноября 1954 года в Париже.